# Vasili Merkuryev
Vasili Merkuryev (Ostrov, 6 aprile 1904 – Leningrado, 12 maggio 1978) è stato un attore sovietico.

## Filmografia parziale

### Attore
- Veri amici (1954)
- My s vami gde-to vstrečalis' (1954)
- Dvenadcataja noč' (1955)

## Premi
- Artista onorato della RSFSR
- Artista popolare della RSFSR
- Artista del popolo dell'Unione Sovietica
- Premio Stalin
- Ordine di Lenin
- Ordine della Bandiera rossa del lavoro